# Kulturinsel Halle

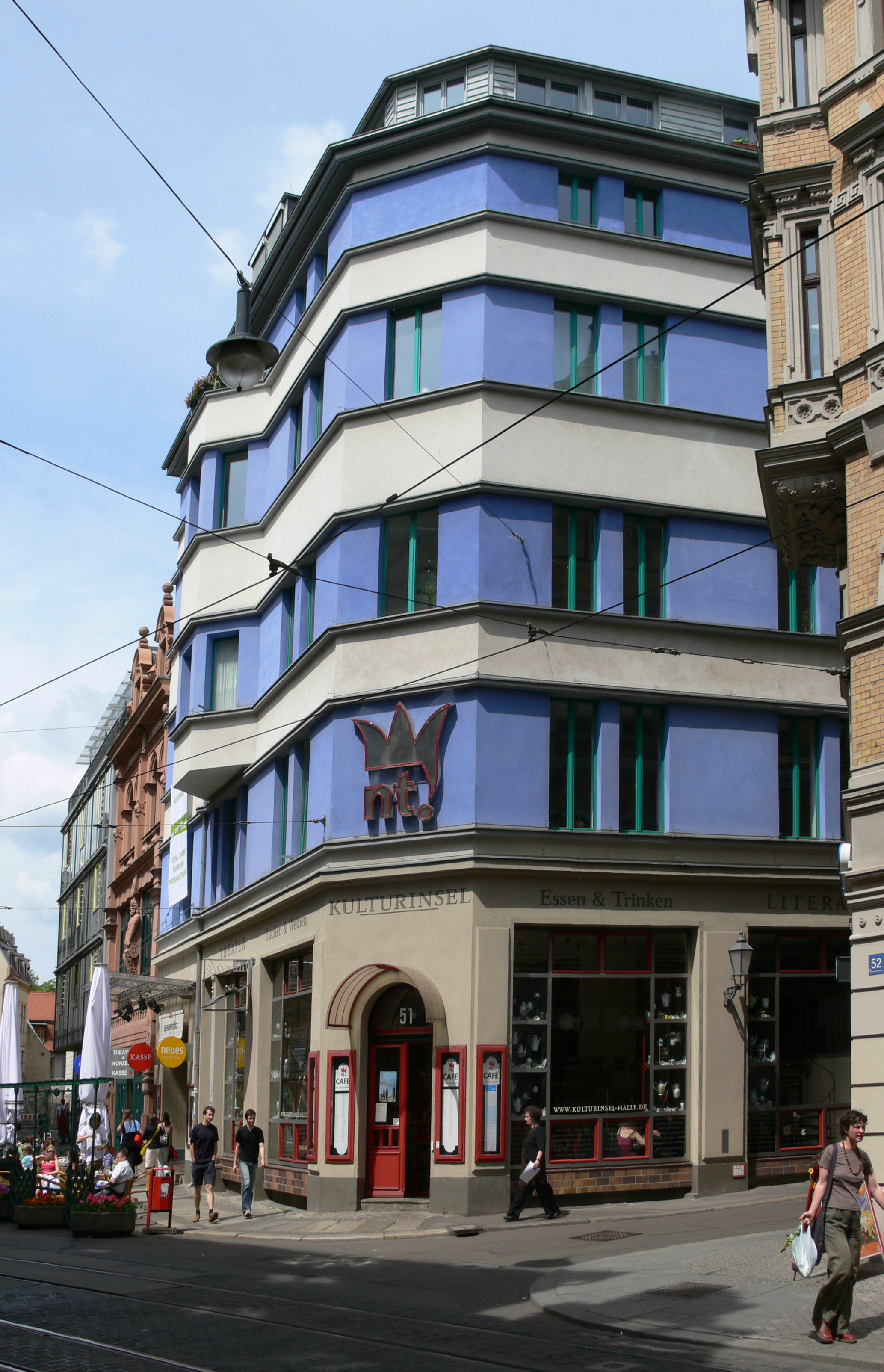
Das Neue Theater Halle als Teil der Kulturinsel

Die sogenannte Kulturinsel Halle ist ein Gebäudekomplex in Halle (Saale), der in einem Karree zwischen der Großen Ulrichstraße, der Schulstraße, sowie dem Universitätsplatz verschiedene kulturelle sowie gastronomische Einrichtungen beherbergt.

## Geschichte
Ausgehend vom Eckhaus in der Großen Ulrichstraße 51 gingen seit 1891 verschiedene kulturelle und gastronomische Einrichtungen in dem heutigen Gebäudekomplex auf. Das im Februar 1891 fertiggestellte Eckhaus in der Großen Ulrichstraße Ecke Schulstraße beherbergte nach seiner Fertigstellung die sogenannten „Kaiser-Säle“, die zur damaligen Zeit aus mehreren Versammlungsräumen, Konferenzzimmern, einem Restaurant und einem Biertunnel, dem heutigen Strieses Biertunnel, bestanden. Der große Saal wurde zur damaligen Zeit für Konzerte, literarische Veranstaltungen und Vereinstagungen genutzt. Die „Kaiser-Säle“ gehörten laut Informationen aus dem Stadtarchiv Halle (Saale) zu den Anziehungspunkten des gesellschaftlichen Lebens in Halle und zu den schönsten Vergnügungslokalen der Region.
Die „Kaiser-Säle“ blieben während des Ersten Weltkriegs geschlossen. Nach einem Umbau wurde in dem Gebäude 1919 das Kino „C. T. Lichtspiele“ eröffnet. In den 1930er Jahren befanden sich, neben dem Kino sowie den gastronomischen Einrichtungen, im Gebäude beispielsweise auch die Germania-Drogerie des Apothekers Karl Kuhnt und die Zigarrenhandlung Curt Offenhauer. Nach dem Zweiten Weltkrieg wurde das Kino weitergenutzt und 1969 in „Kino der Deutsch-Sowjetischen-Freundschaft“ umbenannt. Das Kino wurde 1980 aufgrund baulicher Mängel und nach der Zustimmung des Ministers für Kultur geschlossen. 
Zur selben Zeit teilte sich das Landestheater Halle die Bühne des heutigen Opernhauses mit der Oper, dem Orchester und dem Ballett. Aufgrund des Platzmangels, der nur wenige Proben und Aufführungen zuließ, begab sich der damalige Schauspieldirektor des Landestheaters Halle, Peter Sodann, auf die Suche nach einer eigenen Spielstätte für die Sparte Schauspiel des Landestheaters Halle und erhielt von der Stadt die Genehmigung, das Kino, das sich zu diesem Zeitpunkt in einem schlechten baulichen Zustand befand, zu sanieren und zu einem Theaterraum umzubauen. Gemeinsam mit den Mitgliedern des Landestheaters baute er in den Räumlichkeiten der Großen Ulrichstraße 51 zunächst das neue theater (nt) auf, das am 8. April 1981 eröffnete. Das „neue theater“ ist noch heute in diesen Räumlichkeiten beheimatet und Teil der Kulturinsel.
Bis 2002 wurde ausgehend vom „neuen theater“ in einem Karree zwischen der Großen Ulrichstraße, der Schulstraße, sowie dem Universitätsplatz ein Komplex von heute acht Gebäuden zu Kulturspielstätten umgebaut und erweitert. Geprägt wurde die Kulturinsel durch den langjährigen Intendanten des „neuen theaters“ Peter Sodann. 1999 erhielt Peter Sodann den Preis des Verbandes der deutschen Kritiker für das Projekt „Kulturinsel“.

## Einrichtungen in der Kulturinsel
Neben dem „neuen theater“, dem Puppentheater Halle, dem Thalia Theater Halle, dem „Studio Halle“, dem „nt Schaufenster“ und einer Bibliothek, gehören die gastronomischen Einrichtungen Café nt und Strieses Biertunnel zu den heutigen Einrichtungen in der Kulturinsel.